# Karim Aïnouz
Karim Aïnouz (Fortaleza, 17 de gener de 1966) és un director de cinema, guionista i artista visual brasiler.

## Biografia
Aïnouz va créixer envoltat de dones fortes ―principalment les seves besties, d'origen algerià (en aquella època Algèria havia estat envaïda per França)― en una família de classe mitjana en Fortalesa. Es va mudar a la capital del Brasil, on va estudiar arquitectura en la Universitat de Brasília i es va convertir en arquitecte.
En 1988 ―amb 22 anys d'edat― va rebre una beca per a estudiar arquitectura a Nova York, però poc després estava estudiant Belles Arts. Es va dedicar a la pintura i després a la fotografia. El desig de ser pintor es va acabar amb les avorrides classes amb models vius i amb la lectura del llibre L'obra d'art en l'època de la seva reproductibilitat tècnica, de Walter Benjamin. Arrossegat per una amiga, es va matricular en un mestratge en Teoria del Cinema de la Universitat de Nova York. Després es va especialitzar en Teoria Cultural en el Programa d'Estudis Independents del Museu Whitney d'Art Estatunidenc. Per a 1989 estava totalment involucrat en la nova escena del cinema independent estatunidenc, treballant com a assistent per a càsting i assistent de muntatge i edició en la pel·lícula Poison (Verí, 1990, dirigida per Todd Haynes, guanyadora del Festival de Cinema de Sundance 1991). Més tard es va convertir en assistent de producció de la cineasta Christine Vauchon, qui va fer nou de cada deu de les pel·lícules més representatives de l'època.
Va ser assistent de direcció i muntatge a la pel·lícula Swoon (Tom Kalin, 1991) i Postcards from America (Steve McLean, 1993).
Interessat al cinema com una extensió de la fotografia, Karim va assajar en les seves primeres pel·lícules una expressió visual d'allò que li era íntim i també polític. El seu film Seams (‘costures'), de 1993, universalitza qüestionaments sobre la figura masculina en la cultura nordestina, mentre que busseja amb afecte en el seu món personal de les seves besties.
Els seus curtmetratges han estat considerats innovadors, i s'han exhibit en més de 50 festivals al Brasil i a l'estranger, incloent els de Rotterdam, Oberhausen, Londres, el MoMA (de Nova York), Vancouver i Atlanta. Va ser homenatjat en la 13a Mostra de Cinema de Tiradentes i va tenir retrospectives a Espanya i Suïssa
Va guanyar una beca del Consell de l'Estat de Nova York per a les Arts i de la Fundació Jerome de les Arts, i també va ser convidat com a artista resident pel Nova York Film Vídeo Arts i pel Centre Banff per les Arts (del Canadà).
En 1999 va rebre un subsidi del Hubert Bals Fund (del Festival Internacional de Cinema de Rotterdam) per a realitzar el seu primer llargmetratge. Filmat en locacions de Rio de Janeiro entre març i juny de 2001, Madame Satã conta la història d'un delinqüent homosexual convertit en mite al barri de Lapa dels anys trenta. La trama va fugir de les etiquetes de la «pel·lícula d'època» i el biopic clàssic en operar una retallada molt específica en la vida del seu personatge central i establir vincles entre la seva trajectòria sui generis amb l'actualitat.
Per a escriure el guió va dur a terme una intensa cerca: va recórrer arxius nacionals i fonts jurídiques, va entrevistar persones que coneixien al personatge principal de la pel·lícula, tant a Lapa com a Ilha Grande, on va ser empresonat. També va ser la ciutat on va néixer Madame Satã, en el Pernambuco rural, i el cementiri on va dir que era la tomba de la seva mare. La música popular brasilera dels anys vint i trenta va ser també una font important per a comprendre l'època. La cançó Mulato bamba, de Noel Rosa, fou composta en honor de Madame Satán.
Va ser seleccionada per a la mostra Un Certain Regard del Festival de Cinema de Cannes en 2002 i va rebre més de 40 premis en festivals nacionals i internacionals, a més de ser distribuït comercialment en més de 20 països.
En una notable anàlisi de Madame Satán, el crític de cinema Ismail Xavier veu l'afirmació de l'autoestima d'una figura potent en la seva confrontació amb la repressió sexual i racial. «Aquest gest de reinventar-se a si mateixa va fer de Madame Satã un exemple d'aquesta alternativa al ressentiment, la impotència i l'autoenverinament» que el crític veu al cinema brasiler contemporani.
En 2004 va rebre la prestigiosa beca Berliner Künstler Program del DAAD (Servei Alemany d'Intercanvi Acadèmic) i es va mudar a Berlín (Alemanya).
Vivint allí, Karim va escriure un guió basant-se en una notícia llegida en un periòdic, sobre una noia que rifó el seu cos per a poder sortir de la seva ciutat. El seu projecte va obtenir el suport del World Cinema Fund.
Aquest segon llargmetratge, O Céu de Suely, va ser seleccionat per a la mostra Orizzonti en el Festival de Cinema de Venècia en 2006 i va rebre els premis a la millor pel·lícula, el millor director i la millor actriu al Festival Internacional de Cinema de Rio de Janeiro, entre altres 30 premis internacionals.
Igual que en la seva primera pel·lícula, Seams (1993), la cineasta va prendre a les dones de la seva família com a model per a crear els personatges. El to d'O Céu de Suely es nega a pontificar judicis i aposta a la capacitat de reinvenció de la protagonista de la història.
| «               | Suely no es va dissenyar com l'ànima bona disposada a sucumbir en nom de la puresa, de l'amor perdut o del retorn nostàlgic a l'ordre familiar. El seu cicle de vida en la petita ciutat compon l'entreacte, la digestió de l'experiència que per fi l'allibera. | » |
| — Ismail Xavier | |   |

En 2008, Aïnouz va escriure i va dirigir la sèrie de televisió Alice en col·laboració amb Sergio Machado.
Produïda per HBO Llatinoamèrica, i exhibida al Brasil i en tota Amèrica Llatina i els Estats Units, la sèrie va generar dues pel·lícules per a televisió.
En 2009, va dur a terme ―en col·laboració amb un altre talent de la seva generació, el cineasta pernambucà Marcelo Gomes― el llargmetratge Viajo porque preciso, volto porque te amo. En ell, el protagonista no apareix davant els ulls de l'espectador. Només s'escolta la seva veu.
Si les pel·lícules generalment parteixen de guions per a trobar-se amb les seves imatges, Viajo porque preciso... va recórrer el camí invers: gairebé tot el material que es veu en la pantalla va ser capturat anys abans que el projecte cinematogràfic prengués forma, quan Karim i Marcelo van viatjar per l'interior de l'estat de Ceará. El primer resultat va ser un llibre amb fotos, collages i objectes, el segon va ser un migmetratge denominat Sertão de acrílico azul piscina (2004).
Anys més tard, van tornar a analitzar el material i el van reorganitzar en forma d'una road movie. Capturades en diferents formats i amb alta tensió poètica, les imatges preexistents van adquirir un nou significat en sotmetre's a la veu del personatge de ficció José Renato (representat per l'actor Irandhir Santos), un geòleg en un viatge de negocis.
En una entrevista, el crític Jean-Claude Bernardet va afirmar: «Karim transborda la seva passió pel material que va donar lloc a la pel·lícula: avui la imatge s'ha convertit en sinònim d'ancoratge en lloc d'enlairament. A vegades ens oblidem que el cinema té aquest poder per a fer-nos capaços d'imaginar»
El llargmetratge va ser seleccionat per la mostra Orizzonti al Festival de Venècia.
La pel·lícula ha rebut, entre d'altres, el premi Grand Coral (al Festival de Cinema de l'Havana), premi a la millor pel·lícula en el Festival du Cinèma Brésilien (a París) i el premi a la millor direcció i fotografia en el Festival Internacional de Cinema de Rio de Janeiro. La pel·lícula es va projectar en més de 40 festivals a nivell internacional i llançat en sales de cinema al Brasil, Mèxic i els Estats Units.
En 2010, va dirigir un dels fragments de la pel·lícula Desassossego, que tuvo su estreno mundial en el Festival Internacional de Cinema de Rotterdam.
En 2010 va ser convidat a dirigir un dels curtmetratges de la col·lecció de pel·lícules Destricted.br és la versió brasilera de Destricted ―originalment concebut pel curador britànic Neville Wakefield amb artistes com Matthew Barney, Larry Clark i Richard Prince, entre d'altres.
Produït al Brasil per Lula Buarque de Hollanda, Márcia Fortes i Alessandra D'Aloia, Destricted.br va partir des d'una invitació als artistes per a crear pel·lícules de caràcter eròtic (explícit o no). Per a Karim va ser l'oportunitat de fer una pel·lícula no narrativa. Inspirat per les imatges de Kaleidoscope Frenzy, un projecte no realitzat d'Alfred Hitchcock, Karim va filmar amb el fotògraf Mauro Pinheiro una parella de mitjana edat en una cascada prop de Mangaratiba.
| «                                        | Les pel·lícules de Karim Aïnouz escapen de tot el que s'esperaria del cinema brasiler contemporani. […] Karim Aïnouz segueix un camí personal, inclassificable. | Os filmes de Karim Aïnouz escapam de tudo o que se espera do cinema brasileiro contemporâneo. […] Karim Aïnouz segue um caminho pessoal, inclassificável. | » |
| — Peter Butcher, crític cinematogràfic 8 | | |   |

També el 2011, Aïnouz realitzà ―en col·laboració amb l’artista Olafur Eliasson― una obra per a presentar en el 17è Festival Internacional d'Art Contemporani SESC Videobrasil 2011.
L'obra, Sua cidade empática, composta de diverses projeccions, pel·lícules de color, dimmers i reflectors, es va exposar el SESC Pompéia - SP durant el Festival, a partir de l'1 d'octubre de 2011 fins al 29 de gener de 2012.
| « | Dins d'un llenguatge pròxim al cinema expandit, el treball cerca revelar les dimensions sensorials de São Paulo s'utilitzen per a mirar a la vida quotidiana ja no es percep. El fenomen òptic conegut com a imatge secundària, que consisteix en la retenció d'imatge en la retina, fins i tot després de la seva desaparició, és el punt de partida de la proposta de Olafur Eliasson que sustenta col·laboració. aspectes urbanístics, com la relació entre els espais de trànsit i àrees de vida també s'aborden en el projecte, que inclou la Minhocão (Costa i l'alt Silva, en el centre de la ciutat) com a teló de fons.. | Dentro de uma linguagem próxima à do cinema expandido, a obra busca revelar dimensões sensoriais da cidade de São Paulo que o olhar acostumado pelo cotidiano já não percebe. O fenômeno óptico conhecido como afterimage, que consiste na retenção de imagens pela retina mesmo depois de seu desaparecimento, é o ponto de partida da proposição de Olafur Eliasson que serve de base à colaboração. Aspectos urbanísticos, como a relação entre espaços de trânsito e áreas de convivência, também são abordados pelo projeto, que incluiu o Minhocão (o elevado Costa e Silva, no centro da cidade) como cenário. | » |

Per invitació de la Fundació d'Art de Sharjah, en l'hivern de 2011 va realitzar a Berlín el curt documental Sonnenallee.
És una referència al carrer Sonnenallee, on en l'època del Mur de Berlín hi havia un lloc de control entre les dues Alemanyes, i avui es concentren les botigues i restaurants d'immigrants palestins, turcs i libanesos. Filmat en Super 8, és un assaig sobre l'exili i la transposició de fronteres; sobre un lloc imaginari que té com a fil conductor l'última persona assassinada per tractar de creuar el mur, el 1989 (pocs mesos abans de la seva caiguda) en aquell carrer.
Va ser exhibida en la Biennal de Sharjah de 2011.
En 2011 també va presentar el llargmetratge O abismo prateado, a la quinzena dels directors del 65è Festival de Cannes.
En 2014 va filmar a Alemanya i el Brasil el llargmetratge Praia do Futuro que es va estrenar en la Bienale de Berlín 2014.
Ha viscut a Fortaleza, Brasília, París, Grenoble, Nova York, Londres, São Paulo i Rio de Janeiro. En l'actualitat viu a Berlín (Alemanya).

## Filmografia

### Como director
- 1992: O preso, drama, vídeo, color, 19 min.
- 1993: Seams, documentário, 16 mm, color, 29 min.
- 1994: Paixão Nacional, 16 mm, color, 9 min.
- 1996: Hic Hábitat Felicitas, 35 mm, color, 26 min.
- 1998: Les ballons des bairros, documental para el canal France 3, vídeo, 26 min.
- 2000: Rifa-me, 35 mm, color, 28 min.
- 2002: Madame Satã, drama, 35 mm, color, 105 min.
- 2006: O Céu de Suely, drama, 35 mm, color, 88 min.
- 2008: Alice, sèrie del canal HBO
- 2010: Desassossego, direcció d’un dels fragments, drama, color, 63 min.
- 2010: Viajo porque preciso, volto porque te amo, drama, 35 mm, color, 75 min.
- 2011: Sonnenallee, documental per la Sharjah Art Foundation, Super 8 para Digital, color, 12 min.
- 2013: O abismo prateado, drama, 35 mm, color, 84 min.
- 2014: Praia do Futuro, drama, 35 mm, color, 106 min.
- 2019: A Vida Invisível, color, 140 min

### Com a guionista
- 2001: Abril Despedaçado, drama, 35 mm, color, 105 min.
- 2005: Cidade Baixa, drama, 35 mm, color, 93 min.
- 2005: Cinema, aspirinas e urubus, drama, 35 mm, color, 104 min.
- 2014: Praia do Futuro, drama, 35 mm, color, 106 min.

## Premis i distincions
Festival Internacional de Cinema de Cannes
| Any  | Categoria                | Pel·lícula       | Resultat  |
| ---- | ------------------------ | ---------------- | --------- |
| 2019 | Premio Un Certain Regard | A Vida Invisível | Guanyador |

- 1994: Premi al millor curtmetratge al Festival de Cinema d'Atlanta (Geòrgia);
- 1997: Premi al millor curtmetratge al Festival de Cinema d'Ann Arbor (Míchigan).
- 2002: Premi Gold Hugo al Festival Internacional de Cinema de Chicago per Madame Satã;
- 2002: Premi al millor director al Festival de Biarritz per Madame Satã;
- 2006: Premi al millor director al Festival Internacional de Cinema de Rio de Janeiro per O céu de Suely.
- 2006: Premi a la millor pel·lícula en el Festival Internacional de Cinema de Rio de Janeiro per O céu de Suely.
- 2009: Premi Gran Coral del Festival de l'Havana per O céu de Suely.
- 2009: Tercer Premi Coral al Festival de l'Havana per Viajo porque preciso, volto porque te amo.
- 2009: Premi FIPRESCI al Festival de l'Havana per Viajo porque preciso, volto porque te amo.
- 2009: Premi al millor director al Festival Internacional de Cinema de Rio de Janeiro per Viajo porque preciso, volto porque te amo.
- 2011: Premi al millor director al Festival Internacional de Cinema de Rio de Janeiro per O abismo prateado.
- 2011: Segon Premi Coral al Festival de l'Havana per O abismo prateado.